# 斎藤二郎

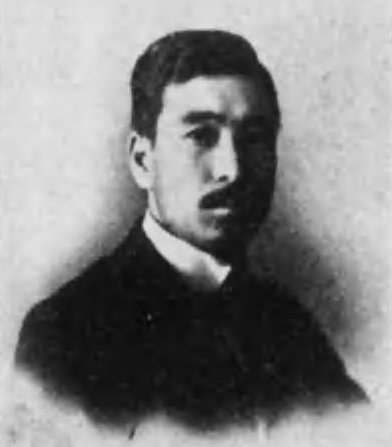
斎藤二郎

斎藤 二郎（さいとう じろう、明治元年11月10日（1868年12月23日） - 大正6年（1917年）7月22日）は、日本の衆議院議員（立憲政友会）。弁護士。

## 経歴
片倉氏の家臣斎藤良知の二男として白石城下（現在の宮城県白石市）に生まれる。1886年（明治19年）、上京して英吉利法律学校（現在の中央大学）に入学し、1889年（明治22年）に卒業した。翌年、代言人試験に合格し、星亨の法律事務所で訴訟事務を扱った。1895年（明治28年）、星が李氏朝鮮の法律顧問官に就任すると、法部補佐官・法官養成所教授として招かれた。翌年に帰国してからは再び弁護士業務に従事し、星が駐米公使を務めている間はその事務所を預かり、のちに自らの事務所を開業した。1900年（明治33年）、星が第4次伊藤内閣の逓信大臣に就任すると、秘書官に任命された。
1908年（明治41年）、第10回衆議院議員総選挙に出馬し、当選。第13回衆議院議員総選挙でも再選を果たした。